# Шараськин, Андрей Андреевич
Андрей Шараськин (родился 20 сентября 1977, Тернополь) — украинский актер, режиссёр и командир роты «киборгов»; награжден орденом «За мужество» III степени. Народный депутат Украины IX созыва.

## Биография

### Образование
Окончил среднюю школу № 9 в Тернополе и Киевский театральный институт им. Карпенко-Карого.
Получил позывной «Богема» находясь во главе одной из боевых рот «Правого сектора». Один из «киборгов», участвовавший в обороне Донецкого аэропорта.

## Политика
16 мая 2019 стал членом партии «Голос». 8 июня 2019 занял 20-е место в списке партии для участия в выборах в Верховную Раду Украины.
6 ноября 2020 Шараськин стал народным депутатом от партии Голос, получив мандат вместо Святослава Вакарчука, который сложил полномочия депутата.
Председатель подкомитета по вопросам международной морской политики и безопасности Комитета Верховной Рады по вопросам внешней политики и межпарламентского сотрудничества.